# Les Gesseres (Gurp)
Les Gesseres és un indret del terme municipal de Tremp, a l'antic terme de Gurp de la Conca, al Pallars Jussà.
Està situat a ponent de l'Acadèmia General Bàsica de Suboficials, a la capçalera de la llau del Tapó.